# Sofia the First
Sofia the First (conocida en Hispanoamérica como Princesita Sofía y en España como La Princesa Sofía) es una serie infantil animada estrenada en 2013, emitida por Disney Junior y Disney Channel.

## Sinopsis
La serie trata sobre una niña llamada Sofía. Su madre Miranda, que era zapatera, le hace unos zapatos al rey, quien tiene dos hijos y ha enviudado. El rey se enamora de ella y le propone matrimonio. La zapatera se casa con el rey, y Sofía es investida con el título de princesa. Sus hermanastros, el Príncipe James y la Princesa Amber expresan sus diferencias con la llegada de Sofía al castillo, ya que encuentran en ella una pequeña muy sensata y de buen corazón que pasa por diferentes situaciones en las que la humildad y la empatía que siente hacia los demás la llevan a ser un modelo a seguir para la audiencia infantil.

## Personajes

### Principales
- Sofía (interpretada por Ariel Winter): Es la protagonista de la serie. Tiene 8 años. Ella tiene el cabello castaño y ojos azules. Su madre, Miranda, se casó con el rey Rolland II, y por eso Sofía se convirtió en princesa y su madre en reina. Su amuleto le permite hablar con los animales y su mejor amigo es Clover, un conejo. Sofía es muy buena persona y le encanta ayudar a los demás. Es una chica valiente que siempre busca ayudar a los demás. Se descubre en la cuarta temporada que su padre murió cuando su barco naufragó.

- James (interpretado por Zach Callison): Es hijo del rey Rolland II, un joven príncipe de 9 años, que siempre está dispuesto a ayudar a Sofía. Es muy apuesto, incluso las amigas plebeyas de Sofía están enamoradas de él. Le gusta mucho divertirse. Es el hermano mellizo de Amber. Sus ojos son marrones y su pelo es rubio. Su juguete favorito son las espadas. En muchos de los capítulos se le ve jugando con una.

- Amber (interpretada por Darcy Rose Byrnes): Es la hija del rey Roland II, una princesa de 9 años. Al principio, en la película piloto ella odiaba a Sofía por ser una plebeya y no considerarla una verdadera princesa, pero luego se hacen amigas y buenas hermanas. Su pelo es rubio y sus ojos son pardos, es la hermana melliza de James y cuando hay un pequeño fallo en sus planes para estar perfecta, se vuelve histérica. Es muy presumida y egocéntrica, pero en el fondo es muy cariñosa.

- Clover (interpretado por Wayne Brady): Clover es el conejo mascota y el mejor amigo de Sofia y le ayuda a ganarse la vida en el reino mucho más fácil. Él anima a Sofia, en el hecho de que intenta ser una buena princesa. A pesar de ser muy bonito, odia los abrazos, excepto en los momentos tiernos, por lo que no le gusta Crackle, quien siempre le abraza.

### Recurrentes
- Travis Willingham: es el Rey Roland II. Padre de James y Amber, padrastro de Sofía, esposo de Miranda y rey actual del reino de Enchancia. Es amable y acogedor, pero él no se fija en el exterior sino en el interior, por lo que se casó con Miranda por amor verdadero. Roland también puede ser dominante y autoritario. Acogió a Sofía como una hija más.

- Sara Ramírez: es la Reina Miranda. Reina actual de Enchancia, esposa de Roland, Madre de Sofía y madrastra de Amber y James. Miranda es una mujer cariñosa, que ama profundamente a su hija Sofia, y estaba feliz de llegar a ser una nueva madre de James y Amber. Ella le da consejos maternales a Sofía para que se esfuerce por lograr lo que ella quiere. También enseñó a Sofía la importancia de las promesas y de no olvidar sus raíces.

- Jess Harnnell: Cédric.  Es el gran mago de la familia real y amigo de Sofía. Aunque quiere apoderarse del reino robando el amuleto de Sofía, en el fondo, lo que realmente quiere es ser apreciado y respetado por todos como el gran mago que es. Con la ayuda de Sofía siempre lo consigue.

- Tim Gunn: Baylewick. Es el real sirviente de la familia. Es leal y comprensivo, es muy buen amigo del Rey Rolland y siempre le sale a la defensiva. Estima mucho a Miranda y también quiere mucho a James, Sofía y Amber.

- Ashley Eckestein: Mia. Es un ave azul, amiga de Clover y de las otras aves. Su mejor amiga es Robin, ya que comparten tiempos buenos y malos. Ayuda a Clover a animar a Sofía, ya que esta no dominaba ser princesa en sus primeros días.

- Meghan Strange: Robin. Es un ave rojo, y mejor amiga de Mia y Clover. Le gusta la aventura y es muy buena cantando. Le gusta cantarle a Sofía, cuando se siente sola y triste, pero en algunas ocasiones no le cae bien Amber, ya que no le gustan los animales.

- Jim Cummings: Wormwood. Es el detestable cuervo mascota de Cédric. Es odiado por todos los animales del reino e incluso Clover. A él le gusta ver sufrir a los demás.

- Eric Stonestreet: Minimus. Es un pony volador y amigo de Sofía. Él se sentía triste ya que nadie lo escogía en las carreras, por el hecho de no poder volar tan bien como los demás o por no ser el más bonito de los ponis. Sofía fue quien escogió a Minimus y desde ahí él se siente feliz. Su nombre está basado en el caballo de la película de 2010 Enredados, Maximus.

- Ellie Kemper: Crackle. Es una dragona, mascota de la princesa Vivian. Está enamorada de Clover, ya que para ella es muy adorable y muy lindo. Es muy divertida y le gusta jugar con las demás mascotas de los príncipes y princesas.

- Barbara Dirickson, Russi Taylor y Tress MacNeile: Flora, Fauna y Primavera. Son las tres hadas mágicas, originarias de la película de 1959 La bella durmiente, que ejercen como profesoras en la escuela de Príncipes y Princesas del reino.

- Bonnie Hunt: Tía Tilly (Duquesa Matilda de Encantia). Es la simpática tía de Sofia, Amber y James. Cuando era niña usó el Amuleto de Avalor, cosa que le revela a Sofía. Aunque al principio James y Amber la odian luego la empiezan a querer tras descubrir su buen corazón. Tiene una casa mágica y un bolso del que saca los más disparatados objetos. Tanto la cualidad de su bolso como su vestuario están basados en la protagonista titular de la película de 1964 Mary Poppins.

### Otros personajes
- Coco Grayson - Princesa Hildegard: Es una princesa algo presumida, pero es muy amable con Sofia. Es una de las mejores amigas de Amber y de las más populares de la Academia.
- Harley Graham - Princesa Clio: Es una princesa amiga de Amber y Hildegard. Es también una de las más populares de la escuela.
- Sabrina Carpenter - Princesa Vivian: Es la mejor amiga de Sofía. Es muy tímida, dulce y amable. Tiene como mascota a Crackle y ama la música, sobre todo la mandolina, lo que la ayuda a vencer su timidez con la ayuda de Sofía.
- Karan Brar - Príncipe Zandar: Es el príncipe de Tangu Pick y mejor amigo de James. Siempre intenta impresionar a todos los demás y es muy amable con Sofia.
- Colin Ford - Príncipe Hugo: Es un príncipe algo egocéntrico al principio. Cuando aparece por primera vez, se burla constantemente de Sofía y Minimus, pero tras tener que ser el compañero de ella para ganar la Corona Voladora y patinar sobre hielo cree que ella le gusta, sus sentimientos cambian y hasta parece enamorado de ella. En su primera aparición, Amber estaba enamorada de él, pero luego lo rechaza.
- Brian Lee - Príncipe Jin: Es otro de los mejores amigos de James y amigo de Zandar.

## Episodios
| Temporada | Temporada | Episodios | Estados Unidos          | Estados Unidos          |
| Temporada | Temporada | Episodios | Inicio                  | Final                   |
| --------- | --------- | --------- | ----------------------- | ----------------------- |
|           | Piloto    | Piloto    | 18 de noviembre de 2012 | 18 de noviembre de 2012 |
|           | 1         | 24        | 11 de enero de 2013     | 14 de febrero de 2014   |
|           | 2         | 28        | 7 de marzo de 2014      | 22 de julio de 2015     |
|           | 3         | 28        | 5 de agosto de 2015     | 31 de marzo de 2017     |
|           | 4         | 30        | 28 de abril de 2017     | 8 de septiembre de 2018 |

## Reparto
| Personaje  | Actor de voz      | Actor de doblaje (España) | Actor de doblaje (Latinoamérica) |
| ---------- | ----------------- | ------------------------- | -------------------------------- |
| Sofía      | Ariel Winter      | Pilar Sarmentera          | Nina Casavalle                   |
| Amber      | Darcy Rose Byrnes | Ángela Arellano           | Agus Cabo                        |
| James      | Zach Callison     | David Medrano             | Alessio Bucci                    |
| Miranda    | Sara Ramirez      | Inés Blázquez             | Valeria Gómez                    |
| Roland II  | Travis Willingham | Juan Logar Jr.            | René Sagastume                   |
| Cedric     | Jess Harnell      | Cholo Moratalla           | Alejandro Outeyral               |
| Baileywick | Tim Gunn          | Alejandro (Peyo) García   | Marcelo Armand                   |

## Premios y nominaciones
| Premio        | Categoría                                                                         | Nominados                                                                                | Resultado |
| ------------- | --------------------------------------------------------------------------------- | ---------------------------------------------------------------------------------------- | --------- |
| Premios Emmy  | Mejor partitura dramática original                                                | Kevin Kleisch por La Maldición de la Princesa Ivy                                        | Nominado  |
| Premios Emmy  | Mejor Música y letras originales sobresalientes                                   | John Kavanaugh (música) y Craig Gerber (letras) por Merroway Cove, Un palacio en el agua | Nominados |
| Premios Annie | Mejor producción de TV / transmisión animada para el público en general           | Serie                                                                                    | Ganadora  |
| Premios Annie | Mejor Logro sobresaliente en música en una producción de TV / transmisión animada | Kevin Kleisch, Craig Gerber y John Kavanaugh                                             | Nominados |